# L'isola che scotta
L'isola che scotta (La fièvre monte à el Pao) è un film del 1959 diretto da Luis Buñuel.

## Trama
L'isola di Ojeda è esclusa dalle rotte turistiche internazionali. Detenuti comuni e politici di una dittatura sudamericana vi vengono sfruttati, offrendo manodopera economica alle piantagioni dei proprietari terrieri dell'area. Durante le celebrazioni della festività nazionale, un ufficiale ribelle, Garcia, uccide il governatore Vargas. Il suo successore, Gual, entra in conflitto con Vasquez, intellettuale di idee liberali che, nel periodo precedente, aveva cercato di migliorare le condizioni di vita dei prigionieri, soprattutto dei politici. Ma Vasquez è anche colpevole, agli occhi di Gual, di essersi legato affettivamente con Inés, vedova di Vargas e da anni nelle mire del neo-governatore
Per vincere le resistenze della donna, Gual minaccia di coinvolgere Vasquez nell'assassinio di Vargas, utilizzando una falsa confessione estorta con la violenza a Garcia, che, nel frattempo, è stato catturato e cinicamente eliminato a freddo. Quando Vasquez, responsabile della sicurezza nel penitenziario, viene informato da Gardenas, suo ex professore di diritto, detenuto per motivi politici, di un piano di rivolta organizzato dai criminali comuni, si offre ai due amanti l'occasione di sbarazzarsi del ricattatore. Inés, fingendo di cedere alle lusinghe di Gual, si fa accompagnare sulla terraferma per assistere ad una corrida, proprio nel giorno in cui l'insurrezione deve aver luogo. Il governatore paga la grave negligenza con l'arresto e viene sostituito da Vasquez che è riuscito a riassumere il controllo dell'isola, diventando un eroe. Ma il successo del piano è costato la vita a molti innocenti prigionieri politici, compreso Gardenas, massacrati dai comuni durante la rivolta.
Anche dopo il suicidio in carcere di Gual, le false confessioni di Garcia continuano a pesare. Volendo sbarazzarsi del fratello, pericoloso rivale alla presidenza, il dittatore Barreiro pretende che Vasquez ne denunci la partecipazione al piano di rivolta nell'isola. Definitivamente convinto dell'irriformabilità del regime, il giovane intellettuale decide allora di fuggire con Inés. Ma l'incontro con la figlia di Gardenas e il rimorso per la morte del professore alimentano la sua ribellione morale. Il suo ultimo gesto da governatore sarà quello di violare gli espressi ordini del presidente, liberando dalle catene i prigionieri politici; un'insubordinazione che gli costerà la vita.

## Critica
Girato in Messico, L'isola che scotta, forse l'unico film dichiaratamente politico di Buňuel, non molto considerato dallo stesso regista, costituisce l'ultimo capitolo di una trilogia franco-messicana di cui fanno parte anche La selva dei dannati, (1956) e Nazarín (1958). In particolare con quest'ultimo condivide la critica alla sterilità dell'individualismo donchisciottesco di una certa borghesia intellettuale, slegato dalla comprensione delle reali dinamiche sociali.
Fu l'ultimo film interpretato da Gérard Philipe che morì, prematuramente, di cancro, prima dell'uscita.